# Mala Mlaka
Mala Mlaka – wieś w środkowej Chorwacji, położona na terenie miasta Zagrzeb. Miejscowość jest oddalona o około 8 km od centrum Zagrzebia, o około 7 km od Velikiej Goricy i o około 20 km od Samoboru. Według danych z 2011 roku Mala Mlaka liczyła 636 mieszkańców, w czym 325 to kobiety, a 311 to mężczyźni.